# Egyptens tjugoförsta dynasti
Egyptens tjugoförsta dynasti varade omkring 1070–945 f.Kr. Dynastin räknas oftast till den Tredje mellantiden i det forntida Egypten. Faraonerna av den tjugoförsta dynastin regerade från Tanis i Nildeltat. De delade makten över Egypten med Amons prästdynasti i Thebe och möjligen helt eller delvis även med den tjugoandra dynastin.
Dynastins härskare begravdes i rika gravar i kryptor inuti templet i Tanis. Den politiska situationen återspegelas i berättelsen om Wenamons sjöfärd (återfinns i samlingen Golenisjtjev papyri) där en handelsexpedition från Amons tempel i Thebe först reser till kung Smendes i Nildeltat och sedan vidare till Fenicien, där Egypten inte längre åtnjuter någon respekt.
| Namn                              | Datum           |
| --------------------------------- | --------------- |
| Smendes                           | 1069–1043 f.Kr. |
| Amenemnesut                       | 1043–1039 f.Kr. |
| Psusennes I                       | 1040–994 f.Kr.  |
| Amenemope                         | 996–985 f.Kr.   |
| Osorkon d.ä. Aakheperre setepenre | 985–979 f.Kr.   |
| Siamon                            | 979–960 f.Kr.   |
| Psusennes II                      | 960–946 f.Kr.   |

## Andra personer under dynastin
- Wendjebauendjed - general och överstepräst